# Gangsters '70
Gangsters '70 è un film del 1968 diretto da Mino Guerrini.

## Trama
L'anziano Destil, appena uscito di prigione, organizza un colpo che gli dovrebbe assicurare una vecchiaia serena. Riesce a formare una banda e tenta di impadronirsi di una valigetta piena di diamanti, ma un altro gruppo di malviventi ha fiutato le sue mosse, ma lo stesso gruppo e l'intera banda (tranne Destil e la complice Franca) vengono sterminati e Destil lascia Franca da sola e se ne va in Jugoslavia con i diamanti, ma muore per le ferite da arma da fuoco inferte durante il massacro nel covo.

## Distribuzione
Venne distribuito nei cinema italiani il 30 aprile 1968.

## Accoglienza
Gangsters '70 passò pressoché inosservato presso pubblico e critica, incassando complessivamente 83.977.000 lire a livello nazionale, e venne riscoperto solo a partire dalla fine degli anni novanta. Negli Stati Uniti la pellicola venne distribuita col titolo di Days of Fire.